# رنالدو لوپز دا کروز
رنالدو لوپز دا کروز (به پرتغالی: Renaldo Lopes da Cruz) مهاجم اهل برزیل است که در شهر Cotegipe و در تاریخ ۱۹ مارس ۱۹۷۰ به دنیا آمده‌است.
رنالدو لوپز دا کروز در تیم‌های فوتبال Guará سابقهٔ حضور دارد.